# Elgg (software)
Elgg es una plataforma de Servicios de red social de código abierto que ofrece bitácora web, trabajo en red, comunidad, recolección de noticias vía fuentes web e intercambio de archivos. Todo puede ser compartido entre los usuarios, utilizando los controles de acceso y puede ser catalogado mediante etiquetas.

## Historia
Elgg fue iniciado originalmente por Ben Wedmuller y David Tosh, quienes subsecuentemente fundaron Curverider de acuerdo a prestación de servicios relacionados con Elgg. Ha estado en desarrollo desde 2004. En 2009, Werdmuller se retiró para proveer una estrategia de prestación de servicios Web para cualquier persona que quiera sacar provecho de sus experiencias de trabajo sobre Elgg, así como para empezar OutMap.org. La versión 1.0 fue realizada el 18 de agosto de 2008. Esta versión fue reescrita desde cero e incluyendo varias características de gran alcance incluyendo: un nuevo modelo de datos; importar/exportar; soporte para OpenDD y más.
Elgg está licenciado bajo la GPL, y corre sobre la plataforma LAMP (Linux, Apache, MySQL y PHP).
Elgg tiene un libro titulado La red social Elgg (Elgg Social Networking), escrito por el periodista de código abierto Mayank Sharma, que fue publicado por Packt Publishing en marzo de 2008 y se aplica a las versiones 0.x de Elgg. El libro está respaldado por el director técnico de Ben Werdmuller.
En agosto de 2008, Elgg fue nombrado como la mejor plataforma social de trabajo en red de código abierto por InfoWorld.